# Cardiophorus eliasi
Cardiophorus eliasi là một loài bọ cánh cứng trong họ Elateridae. Loài này được Pic mô tả khoa học năm 1904.